# Rachodoszcze
Rachodoszcze – wieś w Polsce położona w województwie lubelskim, w powiecie zamojskim, w gminie Adamów.
W latach 1954–1961 wieś należała i była siedzibą władz gromady Rachodoszcze, po jej zniesieniu w gromadzie Suchowola. W latach 1975–1998 miejscowość administracyjnie należała do województwa zamojskiego.
Wieś jest sołectwem w gminie Adamów. Według Narodowego Spisu Powszechnego z roku 2011 wieś liczyła 295 mieszkańców i była siódmą co do liczby ludności miejscowością gminy.
Wierni Kościoła rzymskokatolickiego należą do parafii Przemienienia Pańskiego w Suchowoli.

## Części wsi

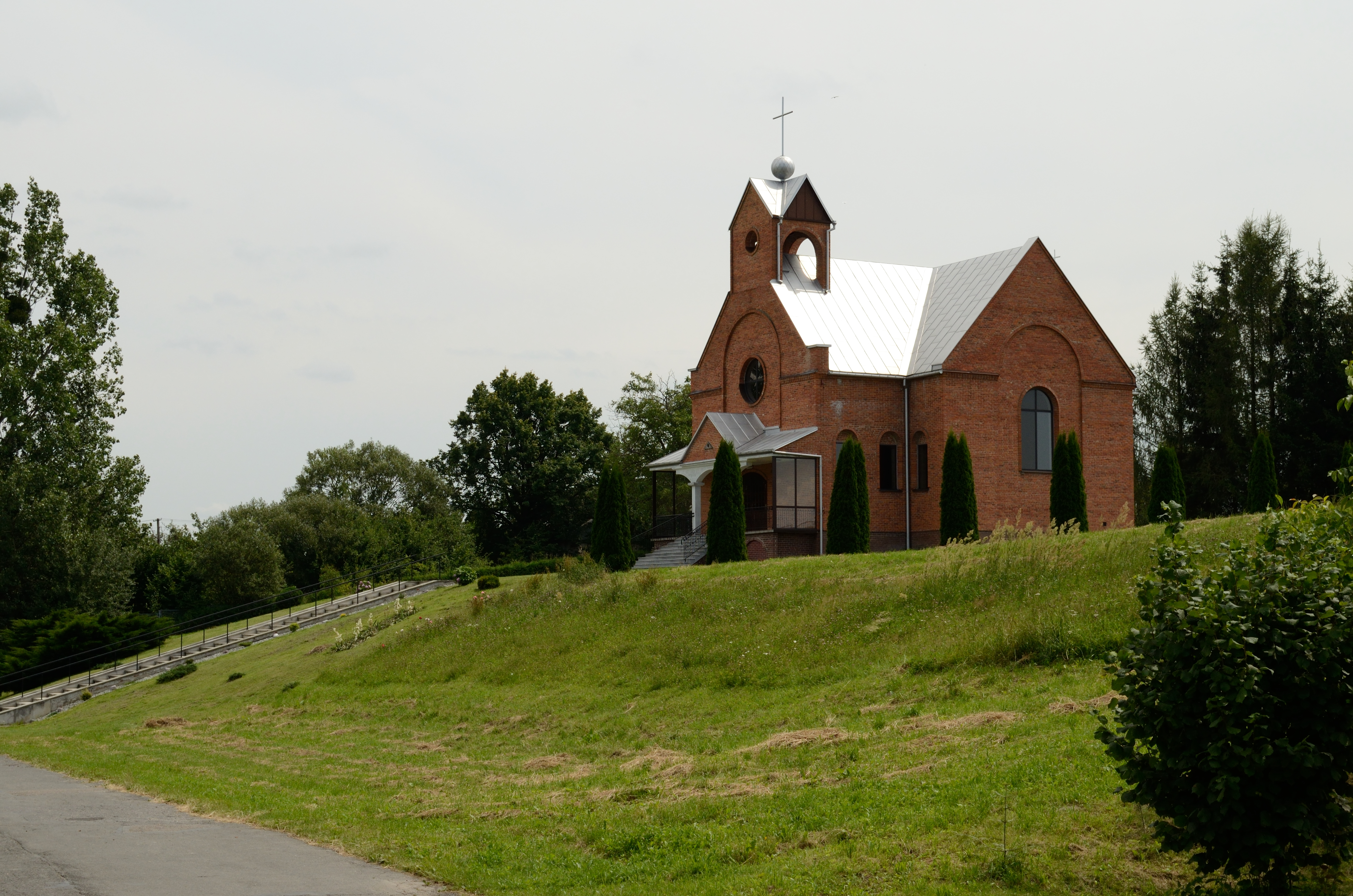
Rachodoszcze - kościół

| SIMC    | Nazwa       | Rodzaj    |
| ------- | ----------- | --------- |
| 0885270 | Wólka       | część wsi |
| 0885286 | Zwierzyniec | część wsi |

## Historia
Pierwsza wzmianka o miejscowości pochodzi z 1696 roku. Wówczas we wsi mieszkało 20 rodzin. Spis z 1827 roku notował Rachodoszcze w powiecie tomaszowskim i parafii Suchowola. Liczyły wówczas 33 domy i 204 mieszkańców. Natomiast w 1845 roku wieś należała do gminy Krasnobród. Pod koniec XIX wieku miejscowość liczyła 34 domy i 381 mieszkańców (299 katolików, 77 prawosławnych i 5 Żydów). W 1875 roku dobra Rachodoszcze składały się z folwarku Rachodoszcze, Zalesie, nomenklatury Pasieka i Czarnowody. W 1928 roku było tu 78 domów i 605 mieszkańców. 
23 września 1939 roku w okolicach wsi ciężkie walki toczyły jednostki rozwiązanego dzień wcześniej Frontu Północnego. W odwecie za pomoc udzieloną przez mieszkańców ruchowi oporu dnia 20 grudnia 1942 roku Niemcy dokonali pacyfikacji wsi. Zginęło wówczas 46 osób. 10 kwietnia 1943 roku żandarmeria rozstrzelała we wsi 34 osoby, w tym 31 mieszkańców Rachodoszcz. 9 lipca 1943 roku wieś została wysiedlona i częściowo spalona. Osadzono tu kolonistów niemieckich, których w grudniu 1943 roku zaatakował oddział AK Edwarda Błaszczaka (ps „Grom"). 
W 1946 odznaczona Orderem Krzyża Grunwaldu III klasy.
Urodził się tu Jan Załuska – pułkownik piechoty Wojska Polskiego, kawaler Orderu Virtuti Militari, ofiara zbrodni katyńskiej.

## Zabytki
- Zamczysko będące pozostałością rezydencji szlacheckiej otoczonej fortyfikacjami bastionowymi. Od strony południowo-wschodniej zachowały się ślady ziemnego bastionu.